# أحمد حسن فرج
أحمد حسن فرج (ولد في 2 مايو 1975) هو لاعب كرة قدم مصري يلعب في النادي الأهلي ومنتخب مصر لكرة القدم.

## روابط خارجية
- أحمد حسن فرج على موقع الاتحاد الدولي (مؤرشف)  (الإنجليزية)
- أحمد حسن فرج على موقع قاعدة بيانات كرة القدم.إي يو (الإنجليزية)
- أحمد حسن فرج على موقع ناشيونال فوتبول تيمز (الإنجليزية)
- أحمد حسن فرج على موقع كووورة